# Blessthefall
Blessthefall (cuyas siglas son BTF) es una banda estadounidense de metalcore, formada en el año 2004, en la ciudad de Phoenix, Arizona, Estados Unidos.
La banda apareció el 4 de abril de 2007, con su álbum debut titulado His Last Walk, con el vocalista Craig Mabbitt. Tras su partida y reemplazo por Beau Bokan, la banda lanzó su segundo álbum, Witness, el 6 de octubre de 2009. El 4 de octubre de 2011, la banda lanzó su tercer trabajo, Awakening.

## Historia

### Inicios yHis last walky salida de Craig Mabbitt (2002–2008)

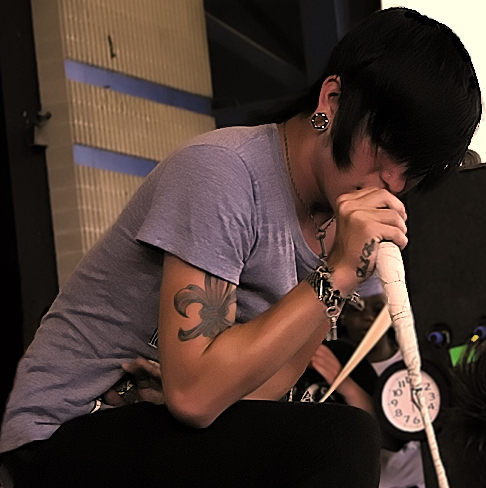
Craig Mabbit con Blessthefall en el Warped Tour 2007.

Blessthefall nació en la secundaria, formada por Matt Traynor (batería), Jared Warth (bajo y voz), Mike Frisby (guitarra rítmica), Miles Bergsma (guitarra líder) y Andrew Barr (teclado y voz), más tarde se suma Craig Mabbitt (voz), dejando a Andrew Barr como tecladista, siendo Craig Mabbitt y Jared Warth los vocalistas. Unos meses después de haberse formado la banda, el tecladista Andrew dejaría la banda, Jared Warth asumió los teclados luego de su salida. En el año 2005, el guitarrista Miles Bergsma, abandona la banda para asistir a la universidad Berklee College of Music en Boston. Siendo su lugar tomado por Eric Lambert.
A inicios del 2007, la banda firma con Science Records (subdiscográfica de Warner Music). Luego de eso, la banda estuvo de gira con Alesana y Norma Jean.
El 9 de abril de 2007, la banda lanzó su primer álbum, His Last Walk, con críticas variadas. The band completed the entire 2007 Warped Tour circuit nationwide. Se posicionó en el puesto #32 en el Top Heatseekers.
La banda se embarcó en el "Black On Black Tour", encabezado por Escape The Fate, junto a bandas como LoveHateHero, Before Their Eyes, y Dance Gavin Dance desde septiembre a octubre de 2007. Luego, se embarcó en el "Underground Operations Tour" y el "Loating Tour", compartiendo escenario con bandas como Protest The Hero y All That Remains. El 1 de noviembre, la banda participó en una gira junto a A Skylit Drive y Vanna, encabezados por From First to Last.
Blessthefall se embarcó por Europa junto a Silverstein. En su estancia en Reino Unido, Craig Mabbitt dejó la banda por problemas personales. Por el resto de la gira, Jared Warth ocupó la posición de Mabbitt. El 15 de diciembre, se hizo oficial el despido de Mabbitt. Aunque la controversia se generó al momento de que este quiso volver a la banda, sin recibir una buena respuesta, esto fue publicado en MySpace.
Después de la gira europea, la banda decidió buscar un bajista temporal, para que Warth pudiera concentrarse en la voz y en los teclados, pero solo en las presentaciones. Aiden Luis, vocalista de Dear Whoever, se añadió al grupo para completar el bajo. Esta fue su alineación para Taste of Chaos 2008. Eric Lambert también fungió como vocalista.

### Arribo de Beau Bokan yWitness(2008-2011)
El 26 de septiembre de 2008, el nuevo vocalista y tecladista, Beau Bokan, se unió a la banda. Jared Warth dejó los teclados y volvió a asumir el bajo en las giras, pero siguió siendo vocalista. Con la entrada de Beau Bokan, Eric Lambert pasó a hacer los coros.

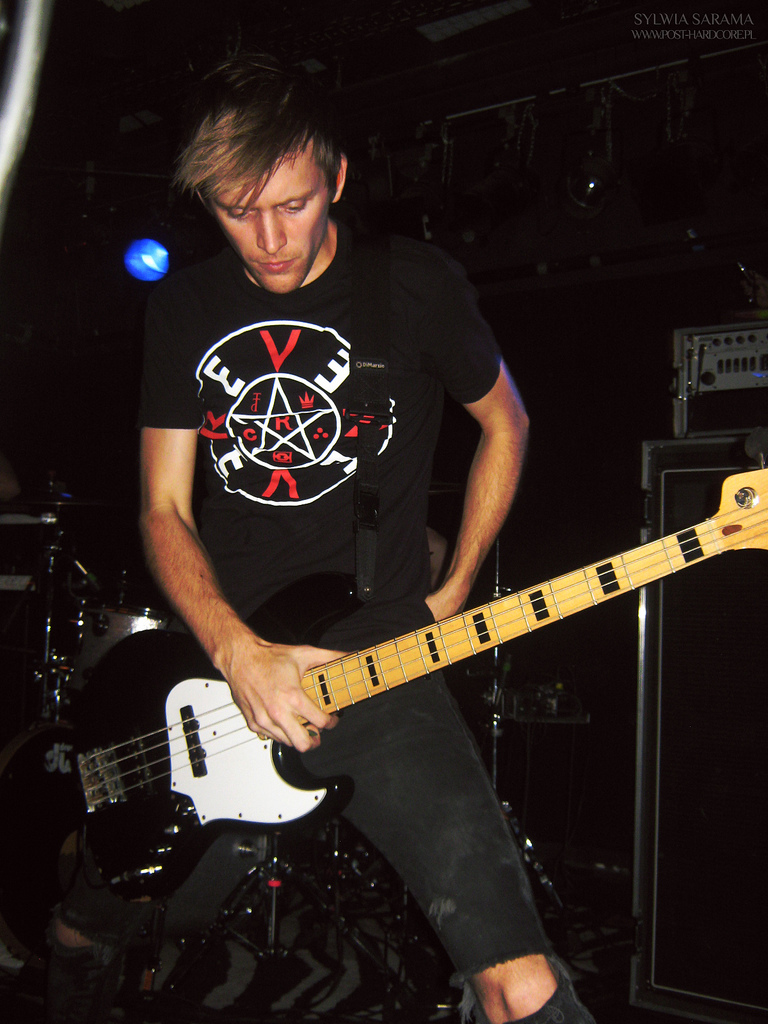
Jared Warth en 2011.

Durante el mes de febrero, la banda anunció en su página de MySpace que comenzarían pronto a grabar un segundo álbum, tras su gira con Silverstein, Norma Jean y Before Their Eyes. El 13 de mayo la banda firmó con Fearless Records.
El 3 de junio, la banda anunció a través de MySpace, que se terminó oficialmente con la grabación de su nuevo álbum, que iba a ser lanzado en el otoño. Al comienzo de su gira con August Burns Red y Enter Shikari, se anunció que el álbum sería titulado Witness. En julio, Blessthefall dio a conocer un clip de la canción en su blog de MySpace titulado God Wears Gucci, lanzado el iTunes para descargar el 11 de agosto de 2009. En septiembre de 2009, la banda subió otra canción a su MySpace, What's Left of Me.
El 6 de octubre de 2009, la banda lanzó su segundo álbum de estudio, Witness. La máxima posición de este fue el puesto #6 en el Top Indie.
En junio de 2010 Blessthefall parte de gira por Nueva Zelanda, apoyando a Saosin, y en Australia, con Story of the Year y Saosin. Blessthefall tocó en Auckland, Sídney, Melbourne, Brisbane y Adelaida.
Después del lanzamiento de Witness la banda co-encabezó el Atticus Fall Tour con Finch, Drop Dead, Gorgeous, y Vanna, del 10 de octubre de 2009 hasta al 19 de noviembre. Otras bandas en la gira se incluyen, como Of Mice & Men y Let's Get It.
En octubre de 2009, la banda anunció en YouTube que estaban trabajando en el video musical de What's Left of Me, que fue puesto en libertad 14 de diciembre en MySpace metal.
El 26 de enero de 2010, Greeley Estates puso en libertad el álbum No Rain, No Rainbow, donde Bokan y Warth fueron vocalistas invitados. El álbum también cuenta con vocalista invitado a Mabbitt, el que ahora participa en la banda Escape The Fate.
La banda grabó Dream On de Aerosmith, para el compilatorio de Fearless, Punk Goes Classic Rock, álbum lanzado 27 de abril de 2010. La canción To Hell & Back fue la banda sonora de Tom Clancy's Splinter Cell: Conviction, juego lanzado el 9 de abril.
El 21 de julio se estrenó un video musical para To Hell & Back. El 4 de noviembre, se estrenó el esperado video de Hey Baby, Here's That Song You Wanted, es un cortometraje dirigido por Chris Marrs Piliero. Es una parodia de la película de comedia The Hangover, estrena en el año 2009. El video muestra a todos los miembros despertar tras una ajetreada fiesta. Al final de los sucesos del video, se ve una gran boda, donde Eric Lambert se va a casar con una camarera de avanzada edad, Jared saca su celular y muestra imágenes de noche anterior, una desenfrenada fiesta. El video musical también hace referencia a la película Dude, Where's My Car?, cuando Bokan le pregunta a Frisby sobre su auto, el responde: Amigo, esta justo ahí.

### Salida de Mike Frisby yAwakening(2011–2012)

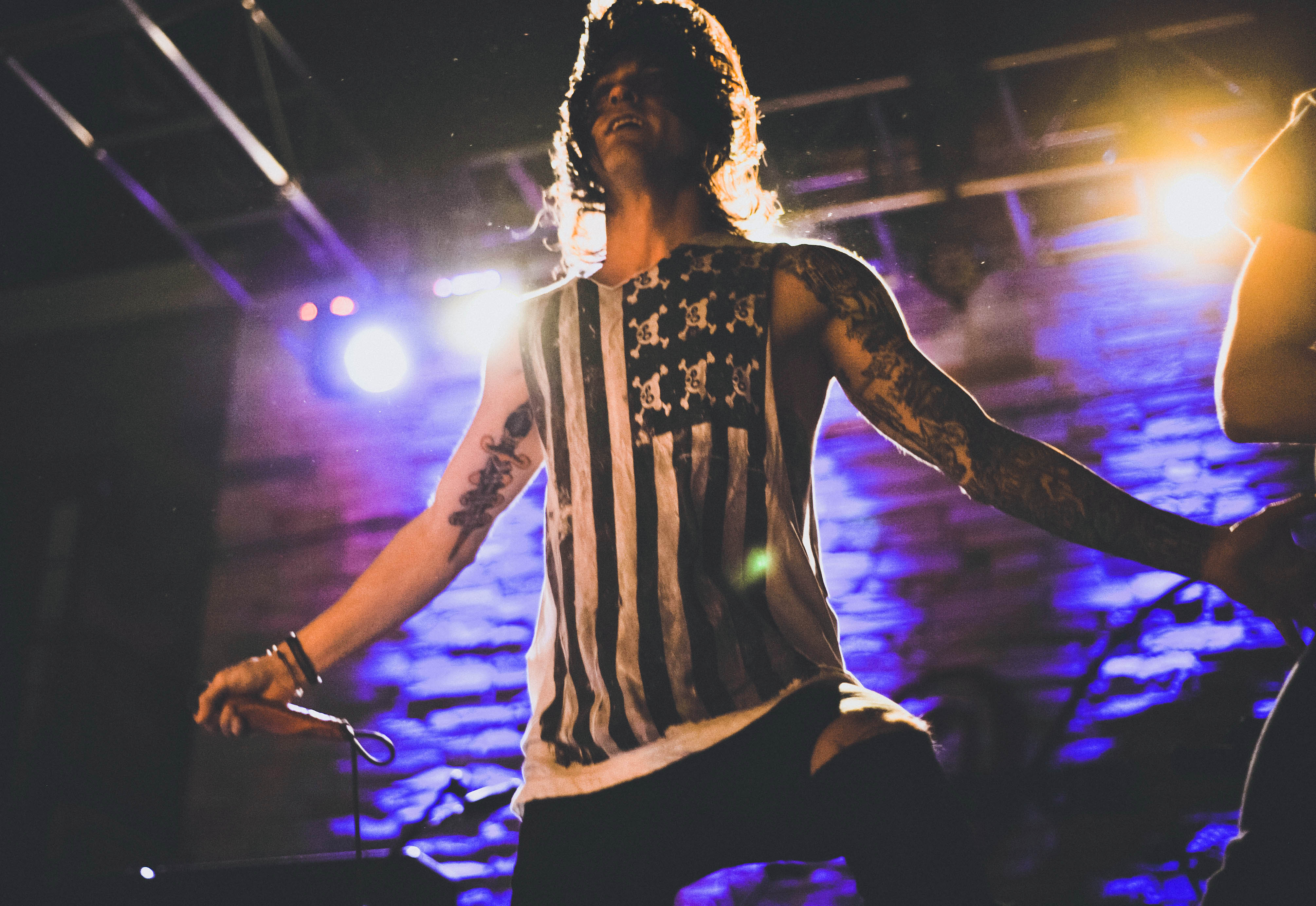
Beau Bokan en 2012.

El 15 de febrero de 2011, la banda anunció que Mike Frisby deja la banda para seguir un camino diferente. Elliott Gruenberg, antes de Legacy, se convirtió en el nuevo guitarrista y corista oficial de la banda. [30]
Bokan confirmó que Blessthefall no participaría en el Warped Tour 2011, sino que estaría en la grabación de su tercer álbum de larga duración. Grabación que comenzó en Orlando, Florida el 17 de mayo de 2011. [31] Michael "Elvis" Baskette, quien produjo su álbum anterior, también fue el productor del mismo. [32] [33]
La banda esperaba contar con vocalistas invitados, incluyendo a Ronnie Radke de Falling in Reverse, y Tim Lambesis de As I Lay Dying, [34] pero posteriormente se confirmó que no habría vocalistas de apoyo para su trabajo. [35]
Blessthefall se unió Emmure, Alesana, Motionless In White y otras en el All Stars Tour a finales del verano. [36] La banda encabezó el Fearless Friends Tour junto a The Word Alive, Motionless in white, Tonight Alive, y Chunk! No Chunk Capitán!. [37]
El primer video oficial del álbum fue "Promised Ones" lanzado el 11 de noviembre de 2011, [38], que comienza con la canción intro del álbum titulado Awakening.
De acuerdo con una entrevista en video con Lambert y Bokan, Blessthefall tenía planes de entrar en el estudio en febrero para grabar un EP con Tim Lambesis de As I Lay Dying. [39] Más tarde Matt Traynor confirmó que no tenían planes de entrar nuevamente al estudio. [40] Debido a las restricciones de tiempo que tuvieron que posponer la grabación del EP hasta después de Vans Warped Tour. [cita requerida] los planes para este EP ya han sido desechados de acuerdo con el guitarrista, Eric Lambert en una entrevista con Bryan Stars.

### Hollow Bodies y To Those Left Behind(2013–2017)
La banda declaró que la escritura de nuevo material para su cuarto álbum de estudio había comenzado el 4 de octubre de 2012. La grabación del álbum comenzó el 19 de abril de 2013, y fue lanzado el 20 de agosto de 2013 vía Fearless records. Joey Sturgis estuvo a cargo de la producción del nuevo álbum. El 26 de enero del año 2013 se anunció que Vic Fuentes de Pierce the Veil estaba trabajando en nueva música con la banda. Terminaron de grabar su cuarto álbum el 21 de mayo de 2013.
El 18 de enero de 2013, la banda fue anunciada como parte del Warped Tour 2013 junto con Motion City Soundtrack, Big D and the Kids Table, Five Knives, Itch, Echosmith y Goldhouse.
De acuerdo con Fearless Records, el cuarto álbum de la banda Hollow Bodies, se dará a conocer el 20 de agosto. El 10 de junio, la banda reveló la cubierta del álbum, junto con la lista de pistas.
El 25 de junio, el primer sencillo, "You wear a crown, but you are no king" fue lanzado como sencillo digital.
La banda estuvo de gira en el Warped Tour 2013, junto Motion City Soundtrack, Big D and the Kids Table, Five Knives, Itch, Echosmith y Goldhouse.

El 17 de enero de 2014, la banda anunció su próxima gira por Norteamérica para promover Hollow Bodies.
El 10 de diciembre, la banda fue anunciada como parte del Warped Tour 2015. [49]
El 1 de mayo de 2015, la banda anunció que están trabajando en un nuevo álbum
En septiembre de 2015 salió a la venta el álbum de To Those Left Behind.

### Hard Feelingsy hiato (2017-2020)
En febrero de 2018 la banda publicó en Youtube el video del sencillo "Melodramatic" además anunció la fecha en la que se lanzará su sexto álbum de estudio titulado "Hard Feelings", además publicaron el listado de canciones de su nuevo álbum, el álbum fue publicado el 23 de marzo de 2018.
El 17 de agosto de 2018 el baterista Matt Traynor anunció su salida de la banda, citando a su familia como la razón principal, después de su gira Hard Feelings con la banda The Word Alive, eso deja a Jared Warth como único miembro fundador de la banda.
Tras la gira del 10.º aniversario del lanzamiento de The Witness en 2019 la banda permaneció inactiva debido a la pandemia de Covid-19 en 2020, sin embargo la banda nunca anunció un nuevo sencillo o un nuevo álbum de estudio. Finalmente en diciembre de 2022 los cuatro miembros de la banda borraron todas sus publicaciones en sus redes sociales que tuvieran que ver con la banda y borraron todas las publicaciones de las redes sociales de la banda dando a entender que la banda se disolvió.

### Regreso yGallows(2023-presente)
El 22 de mayo de 2023, la banda anuncia su reintegración con la fecha de lanzamiento de "Wake the Dead". Esta es su primera canción luego de cinco años.
El 22 de agosto de 2024, la banda lanzó el sencillo, titulado "Drag Me Under" con la banda Alpha Wolf, en su canal de YouTube a través de Rise Records.
El 17 de junio de 2025, la banda lanzó otro sencillo, "mallxcore", junto con el anuncio oficial del álbum Gallows, programado para su lanzamiento el 5 de septiembre de 2025.

## Miembros
| Miembros actuales - Jared Warth – voz gutural y limpia (2004, 2007–presente), bajo (en vivo: 2004–2007, 2008–presente, en estudio: 2004–presente), teclados (2005–2008), coros (2004–2007) - Eric Lambert – guitarra líder (2005–presente), coros limpios (2008–presente), voz limpia y gutural (2007–2008) - Beau Bokan – voz limpia y gutural, teclados (2008–presente) - Elliott Gruenberg – guitarra rítmica (2011–presente), coros guturales (2013–presente) | Antiguos miembros - Andrew Barr – teclados (2004–2005), voz limpia (2004) - Miles Bergsma – guitarra líder (2004–2005) - Craig Mabbitt – voz limpia y gutural (2004–2007) - Mike Frisby – guitarra rítmica (2004–2011) - Matt Traynor – batería, percusión (2004–2018) Miembros de gira - Aiden Louis – bajo (2007–2008) - Conor White - batería, percusión (2019) |

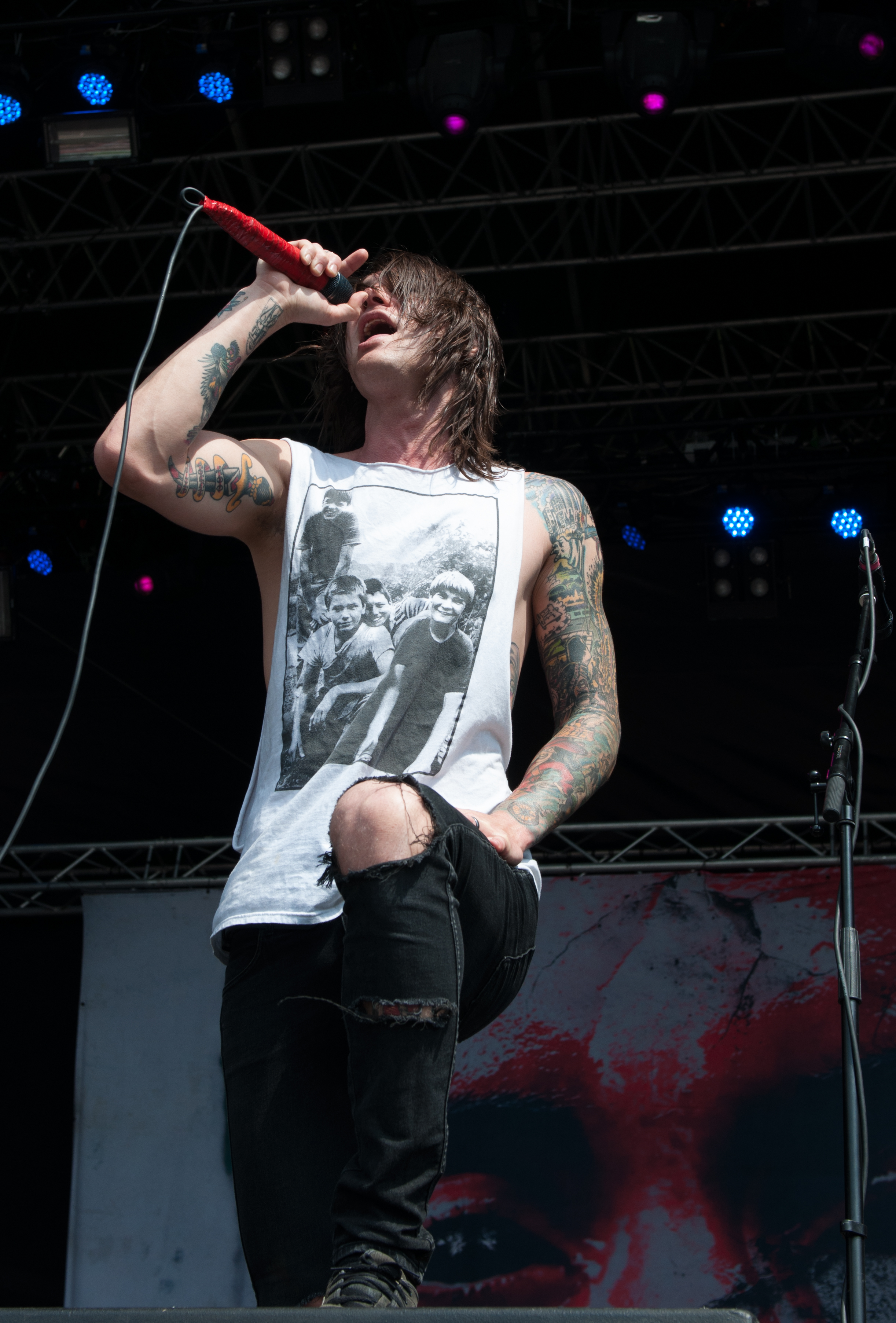
Beau Bokan, 2014
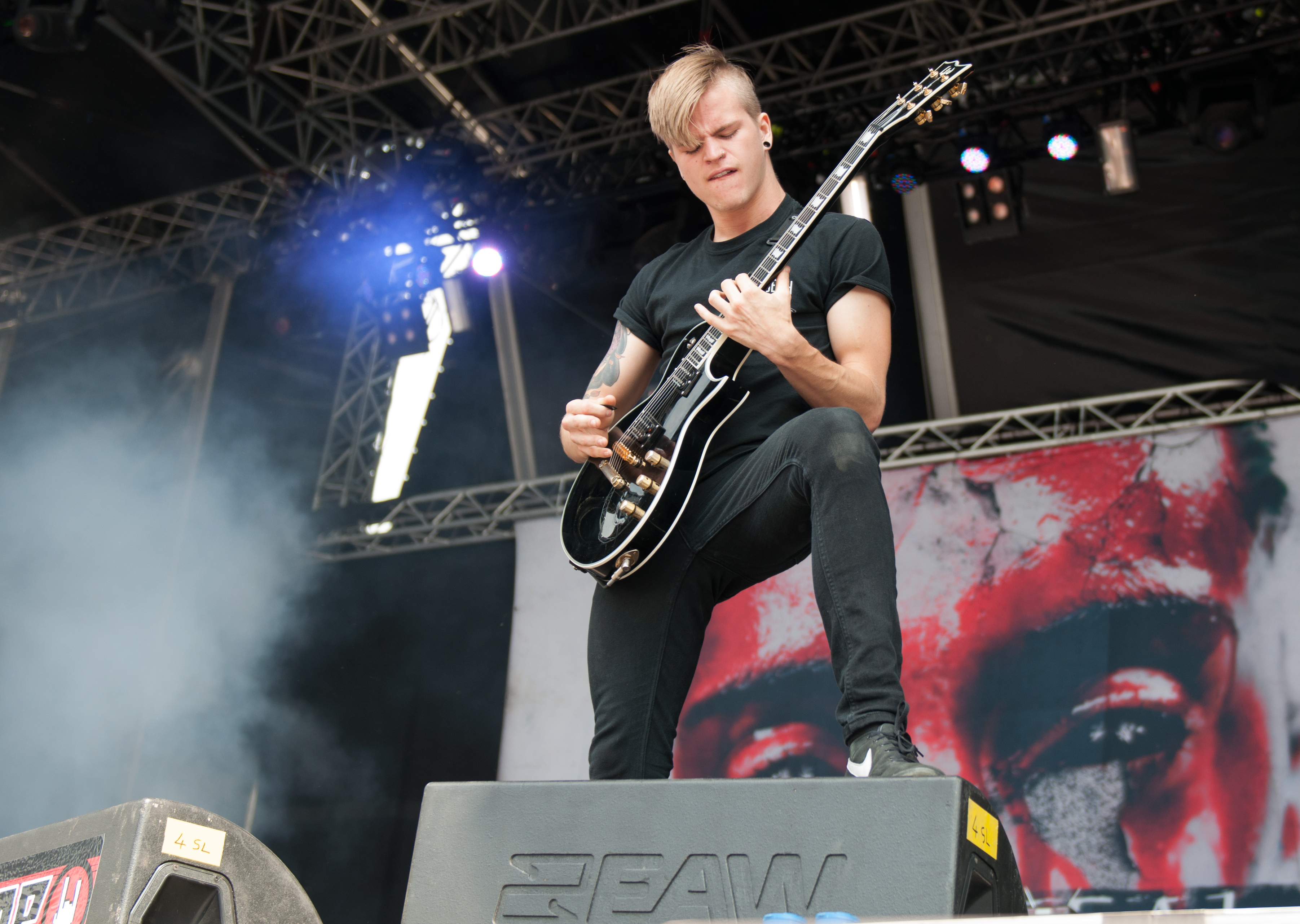
Elliott Gruenberg, 2014
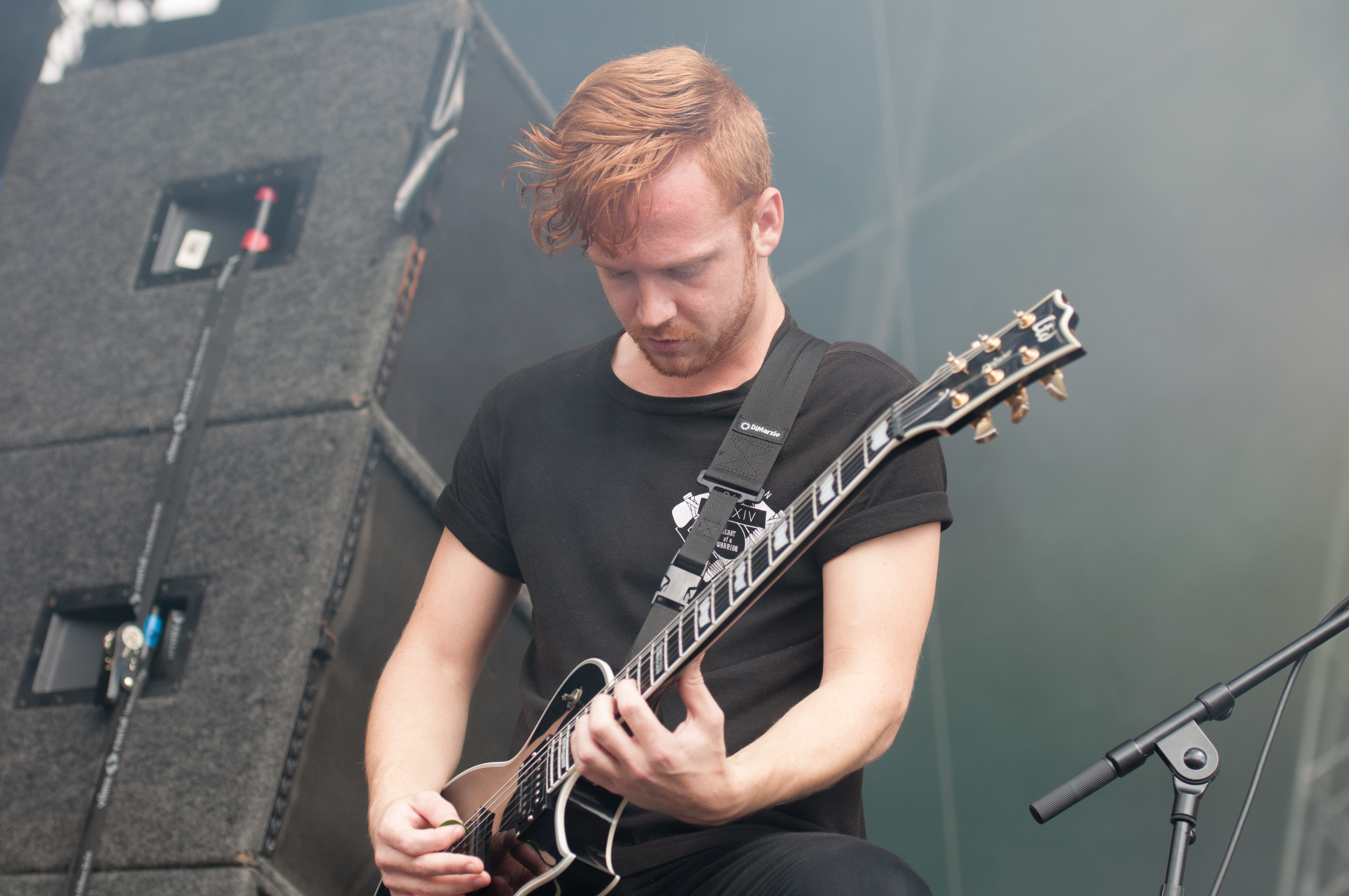
Eric Lambert, 2014
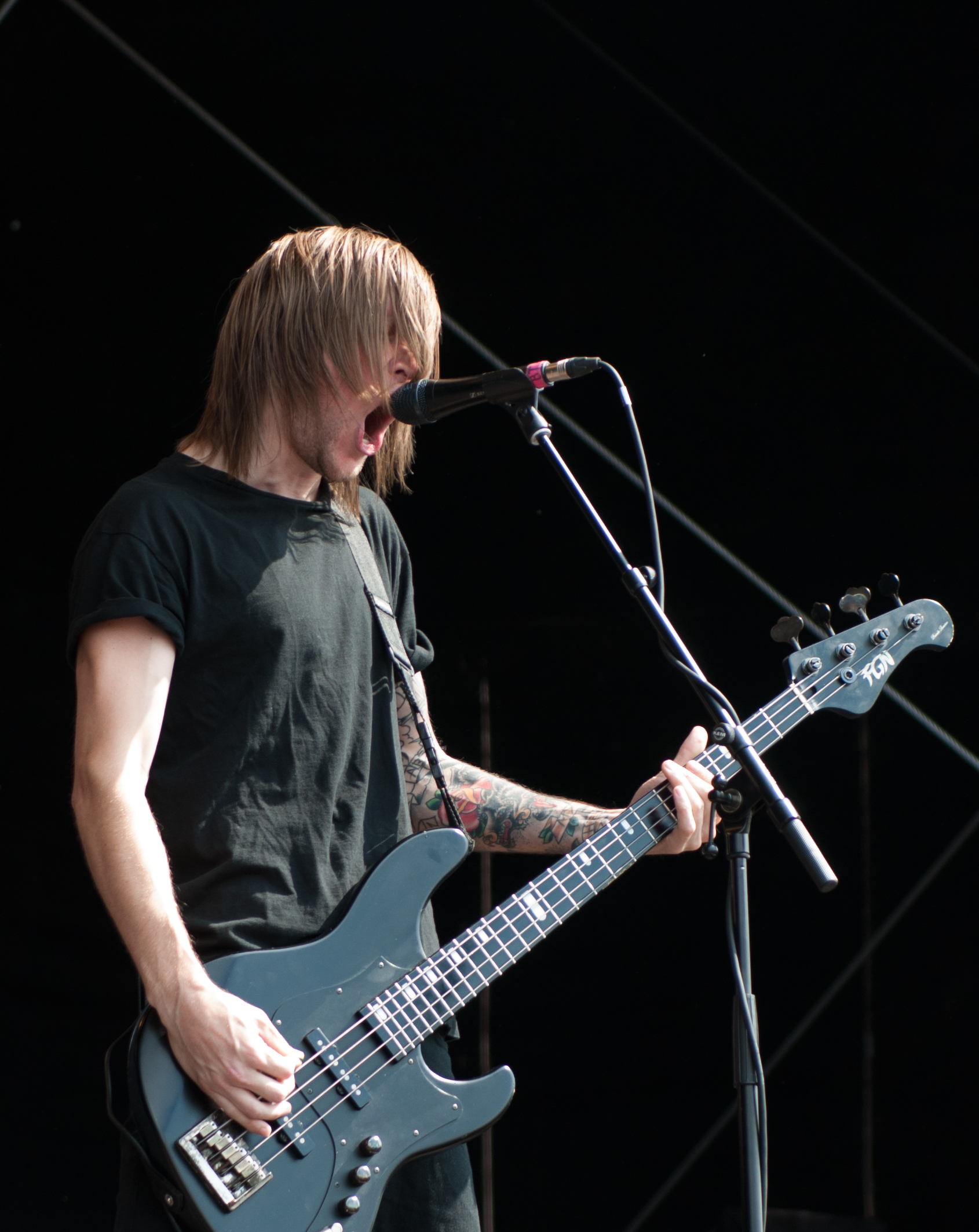
Jared Warth, 2014

## Discografía
- 2007: His Last Walk
- 2009: Witness
- 2011: Awakening
- 2013: Hollow Bodies
- 2015: To Those Left Behind
- 2018: Hard Feelings
- 2025: Gallows